# Cercopoidea
Super-famille
Les Cercopoidea forment une super-famille d'insectes hémiptères, du sous-ordre des Auchenorrhyncha et de l'infra-ordre des Cicadomorpha. Traditionnellement, la plus grande partie de cette super-famille était considérée comme une seule et même famille, les Cercopidae (les cercopes), mais cette famille a été découpée maintenant en trois familles séparées : les Aphrophoridae, les Cercopidae et les Clastopteridae.

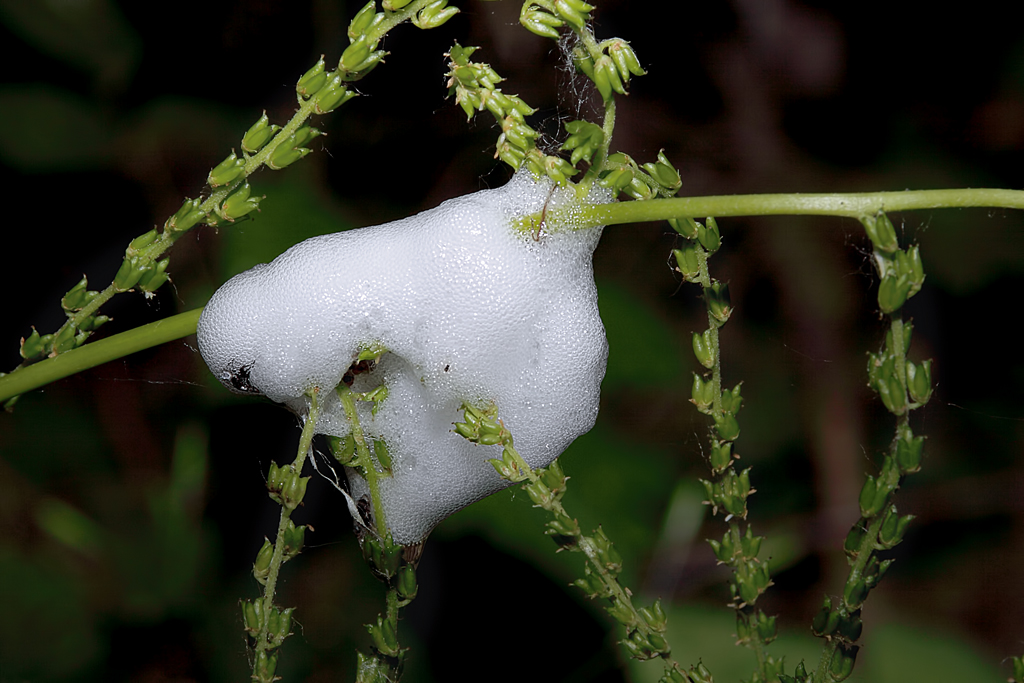
Du crachat de crapaud en Colombie-Britannique (parc commémoratif du champ de lave des Nisga’a).

Ces familles sont connues pour leurs stades larvaires, caractérisés par un enrobage mousseux issu des plantes, appelé « écume printanière » et ressemblant à un crachat (en France et en Belgique francophone, elle est surnommée « crachat de coucou »; au Canada, « crachat de crapaud » ou, plus familièrement, « bave de crapaud »). Cette mousse a plusieurs fonctions. Elle dissimule la larve des prédateurs et des parasites, elle l'isole du chaud et du froid, lui procurant ainsi un contrôle thermique, ainsi qu'une défense contre les moisissures. Sans cette mousse, la larve se dessècherait rapidement. Les larves perforent la plante et aspirent la sève, provoquant des dommages et une bonne partie des fluides filtrés excédentaires servent à la production de la mousse, qui ayant une saveur âcre, repousse les prédateurs. Un certain nombre d'espèces sont très nuisibles pour l'agriculture.
Les adultes sautent de plante en plante ; certaines espèces peuvent sauter verticalement jusqu'à 70 cm de haut : une performance plus impressionnante par rapport au poids de leur corps que celle des puces. Ils peuvent accélérer à 4 000 m/s2 (soit une force de plus de 400 g) sur une distance de 2 mm lors de leur saut. Ils peuvent sauter sur une distance de 100 fois leur longueur.

## Liste des familles
Selon ITIS (29 avril 2018) :
- Aphrophoridae Amyot & Serville, 1843
- Cercopidae Westwood, 1838
- Clastopteridae Dohrn, 1859
- Epipygidae Hamilton, 2001
- Machaerotidae Stål, 1866